# Martin Rubeš
Martin Rubeš (Karlovy Vary, 16 de setembro de 1996) é um esgrimista tcheco.

## Carreira
Em 2017, conquistou a medalha de bronze com a seleção tcheca no Campeonato Europeu, em 2019 venceu a competição individual na Universíada de Verão.
Nos Jogos Olímpicos de Verão de 2024, em Paris, conquistou a medalha de bronze na disputa de espada por equipes ao lado de Jiří Beran, Jakub Jurka e Michal Čupr.